# Janete dos Santos
Janete Viegas dos Santos (født 10. juni 1991 i Luanda, Angola) er en kvindelig angolansk håndboldspiller som spiller for Primeiro de Agosto og Angolas kvindehåndboldlandshold.
Hun deltog ved VM 2017 i Tyskland og VM 2019 i Japan.
Hun deltog også under Sommer-OL 2016 i Rio de Janeiro.